# 우에하라 에드윈
우에하라 에드윈(일본어: 上原 エドウィン, 1969년 7월 21일 ~ )는 일본의 축구 선수이다.

## 구단 경력
1992년 J1리그의 우라와 레즈에 입단했다. 1995년까지 23경기에 나서 1득점을 기록했다. 1996년 재팬 풋볼 리그의 도스 퓨처스로 이적했다. 1996년후 현역 은퇴.